# Маатен-ас-Сарра
Авіабаза Маатен-ас-Сарра — одна з 13 авіабаз військово-повітряних сил Лівії, розташована на крайньому півдні країни в пустелі Сахара, на території муніципалітету Куфра, за 100 км на північ від кордону з Чадом.
Під час фінальної фази лівійсько-чадського конфлікту Маатен-ас-Сарра була основною авіабазою на півдні країни; вона мала три сучасні злітно-посадочні смуги і місця для стоянки понад 100 бойових літаків.
Коли в 1987 році чадська армія атакувала лівійські позиції в північному Чаді під час так званої Війни «Тойот», після серії перемог чадські війська наприкінці серпня нарешті зазнали поразки в Аузу, переважно через ефективні дії лівійської авіації. Перед новим наступом на Смугу Аузу чадське командування вирішило усунути загрозу з боку лівійських ВПС; з цією метою був розроблений план несподіваної атаки на авіабазу Маатен-ас-Сарра, за 100 км північніше лівійсько-чадського кордону. Атака була здійснена 5 вересня 1987 року (див. Битва при Маатен-ас-Сарра) і стала однією з найуспішніших операцій чадських збройних сил у цьому конфлікті; понад 1700 лівійців було вбито і 300 захоплено у полон, знищена велика кількість бойової техніки. Зазнавши руйнівних втрат, деморалізована Лівія погодилася на припинення вогню, яке набрало чинності 11 вересня, завершивши збройну фазу конфлікту.